# Museo Nacional Paleontológico Arqueológico de Tarija
El Museo Nacional Paleontológico Arqueológico de Tarija (MUNAPARQ) es una institución dependiente de la Universidad Autónoma Juan Misael Saracho (UAJMS) que fue inaugurado en 1959. Está ubicado en la ciudad de Tarija (Bolivia), a una cuadra de la Plaza Luis de Fuentes y Vargas. Mediante la Ley de la República N.º 1553, fue elevado al rango de Museo Nacional Paleontológico Arqueológico en 1994. Su misión se centra en la preservación, investigación y difusión del legado paleontológico y arqueológico de Tarija y sus alrededores.

## Áreas del museo
El museo cuenta con una amplia variedad de piezas en exhibición, organizadas en tres secciones principales; paleontología, arqueología y minerales y rocas. 

### Paleontología
En el área de paleontología, se presentan fósiles originales de la Megafauna del período Cuaternario, procedentes de la región de Tarija. Sobresalen los perezosos gigantes como el Megaterio; los Gliptodontes, enormes armadillos acorazados; el Mastodonte, emparentado con los actuales elefantes y el famoso Smilodon o tigre dientes de sable. También se expone una colección de fósiles invertebrados del Paleozoico que incluye artrópodos, moluscos, cnidarios y braquiópodos, por mencionar algunos. Esta sección cuenta además con una sala de exposición de réplicas, elaboradas por el personal del museo, donde se exhiben ejemplares de Megafauna y huellas de dinosaurios. Destacan, por ejemplo, las réplicas de una icnita de terópodo, descubierta en la zona de Naranjo, en el municipio de Entre Ríos; y otra perteneciente al ave primitiva Archaeopterix, donada por el Jura Museum de Alemania.

### Arqueología
El área de arqueología expone una variada colección que cubre casi todo el período precolombino, desde el arcaico, pasando por el formativo, los desarrollos regionales tempranos y tardíos, e incluso el avance de la cultura Inca. La colección incluye vasijas de cerámica, piezas líticas como armas y herramientas, collares, tejidos extraídos de fibras vegetales y restos humanos. Entre estos últimos sobresale el "Hombre de San Luis" hallado en la localidad del mismo nombre en Tarija, considerado uno de los restos humanos más antiguos de Bolivia, con una edad estimada de 7.600 años. 

### Rocas y Minerales
La sección de rocas y minerales reúne una colección de muestras provenientes de centros mineros, entre las que destaca la gema "Bolivianita". Gran parte de esta colección fue donada por la Cooperativa Minera de Bolivia (COMIBOL).
Alrededor de 30.000 individuos visitan sus instalaciones anualmente.  

## Arquitectura

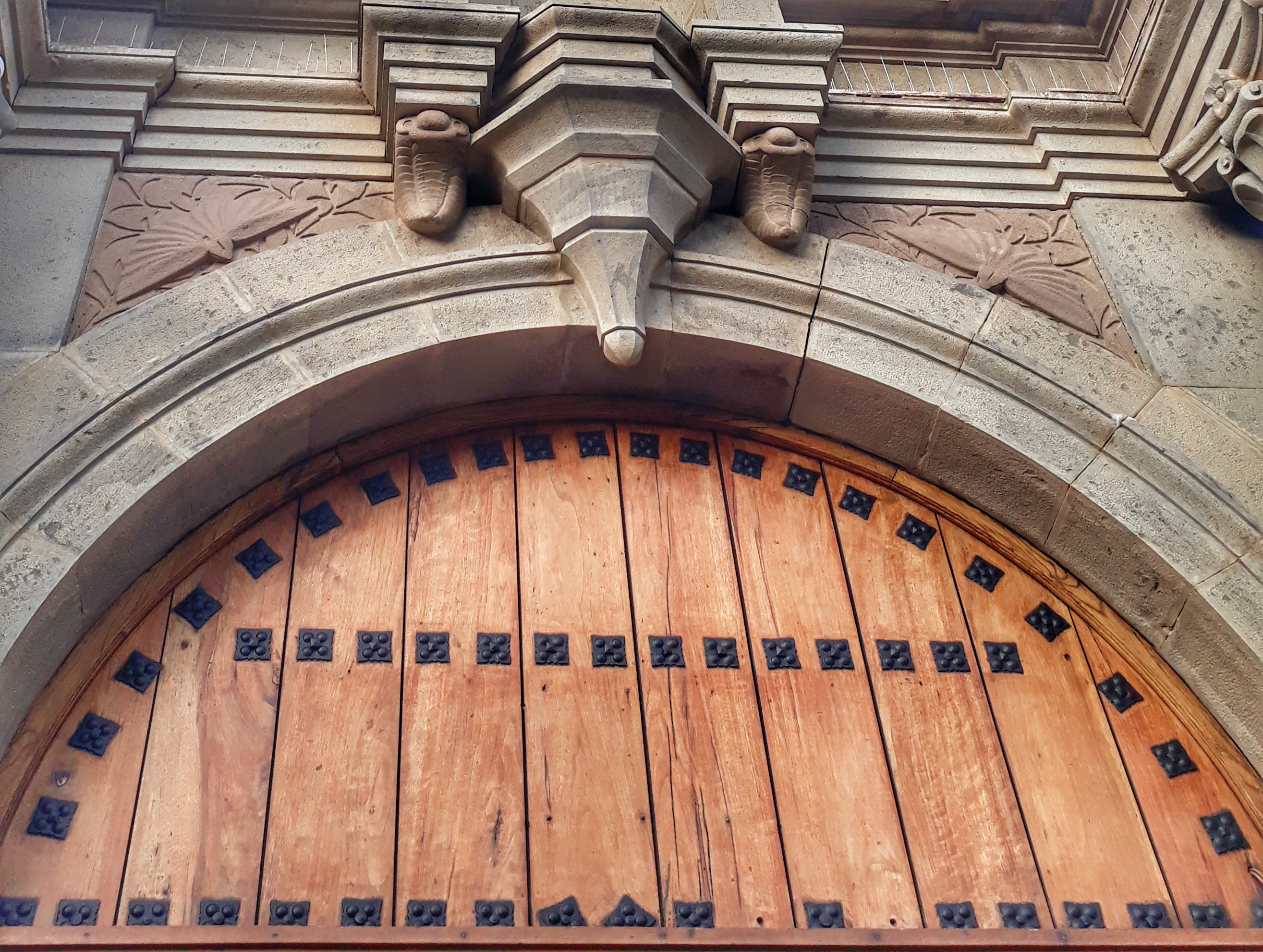
Detalles del pórtico

El edificio fue diseñado por el arquitecto y pintor José Strocco. Su estructura cuenta con dos niveles construidos principalmente en adobe. Sus volúmenes corresponden al estilo neocolonial español. En la planta baja, se destaca un revestimiento de piedra arenisca tallada con cortes en ángulo recto, desde el zócalo hasta el entrepiso. Se distinguen además amplias ventanas, enmarcadas con detalles en piedra y carpintería de madera. La segunda planta muestra muros lisos con acabado en cemento y cal, ventanales de estilo sencillo, alero de ménsulas barrocas y cubierta de tejas tradicionales.
La fachada, esculpida en piedra, presenta una entrada principal flanqueada por dos columnas cilíndricas estriadas con sus respectivos capiteles, apoyados sobre bases rectangulares de estilo románico. En relieve, se aprecian figuras de fósiles trilobites y braquiópodos integradas a la decoración. El portón de entrada está elaborado con madera maciza de identidad española y decorado con tachones de hierro forjado. Sobre el arco de la puerta se distingue un tímpano con una hornacina, la cual, según algunas versiones, albergó en su centro una imagen religiosa. En la misma se encuentra la inscripción "MVSEO MVNICIPAL", y en la parte superior, corona un escudo de armas tallado en piedra, adornado con figuras de dragones, un casco de guerrero y la oración en latín "LABOR OMNIA VINCIT" traducido como 'El trabajo todo lo vence'. 

## Antecedentes históricos y científicos del estudio paleontológico en Tarija

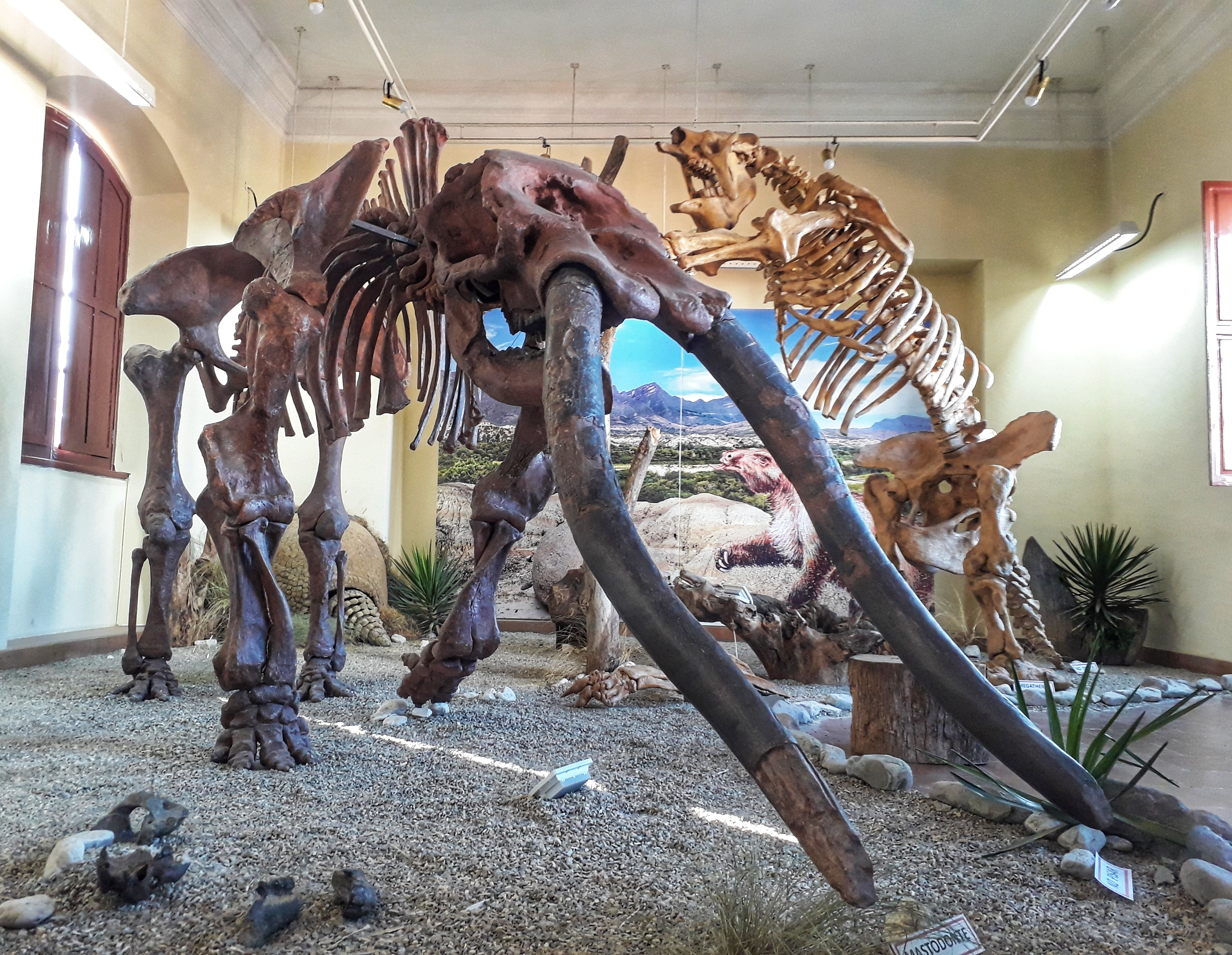
Sala de réplicas

La ciudad de Tarija y sus alrededores se asientan sobre uno de los yacimientos paleontológicos más relevantes de Sudamérica. Esta riqueza fósil, correspondiente principalmente al período Pleistoceno, ha captado el interés científico nacional e internacional desde el siglo XIX.
Los primeros registros sobre hallazgos fósiles en la región de Tarija datan de 1602. En ese año, cronistas españoles como Diego Ávalo y Figueroa documentaron la existencia de osamentas fósiles de animales de gran tamaño, las cuales eran interpretadas por los pobladores locales como restos de “gigantes”. Algunos incluso creían que el suelo de Tarija tenía la capacidad de “hacer crecer” los huesos. Estas historias y creencias populares dieron origen a la célebre frase: "Tarija, tierra de gigantes".
En 1842, Laurillad estudió las primeras recolecciones científicas de fósiles vertebrados en Tarija realizadas por Alcide d'Orbigny. Posteriormente, en 1846 Hugh Algernon Weddell descubrió cerca de 15 especies fósiles de mamíferos, las que fueron analizadas por P. Gervais, quien publicó los resultados en 1855.
En 1901, el Barón sueco Erland Nordenskiöld organizó exploraciones en el valle de Tarija con el objetivo de recuperar fósiles de mastodontes, los cuales fueron trasladados al Museo de Historia Natural de Estocolmo.  Al año siguiente, en 1902, el paleontólogo Florentino Ameghino publicó un estudio sobre los fósiles encontrados en Tarija entre 1886 y 1887 por E. De Carles. Estas piezas actualmente se encuentran en el Museo de Historia Natural de La Plata y Buenos Aires.
En 1903, la expedición de Georges de Créquí-Monfort trasladó una fracción de la colección de los hermanos Luis y Rosendo Echazú —considerados pioneros bolivianos en la excavación de fósiles— al museo de Historia Natural en París. Estas piezas fueron estudiadas por A. Thevenin y Marcelín Boule, quienes publicaron en 1920 la obra "Mamíferos Fósiles de Tarija".
Entre 1924 y 1927, el Field Museum de Chicago en Estados Unidos encargó al paleontólogo Elmer Samuel Riggs realizar las "Expediciones de campo del Capitán Marshall", una serie de misiones en Tarija orientadas a la búsqueda de fósiles.
Con motivo del Centenario de la República de Bolivia, Luis Echazú escribió el artículo titulado "Los Estudios Paleontológicos de Bolivia", en el cual describe cómo se estableció contacto con misiones científicas extranjeras con el propósito de ampliar conocimientos y acceder a información publicada en fuentes especializadas. En este contexto, los hermanos Echazú llevaron a cabo una destacada labor de recuperación de piezas fósiles. Hasta el año 1984, lograron reunir una valiosa colección que alcanzó las 20.000 piezas.
En 1942 Dick Edgar Ibarra Grasso, luego de hacer visitas e investigaciones como muchos estudiosos, escribió sobre la arqueología en Tarija.
Durante 1944, el eslovaco Leonardo Branisa de paso por Villazón con rumbo a Potosí; decidió visitar Tarija, donde se estableció y obtuvo trabajo como encargado de la Biblioteca Municipal. Allí conoció sobre la existencia de fósiles en la región, lo que lo motivó a dedicarse durante años a su estudio, realizando importantes descubrimientos de nuevas especies en Tarija y otras regiones de Bolivia.

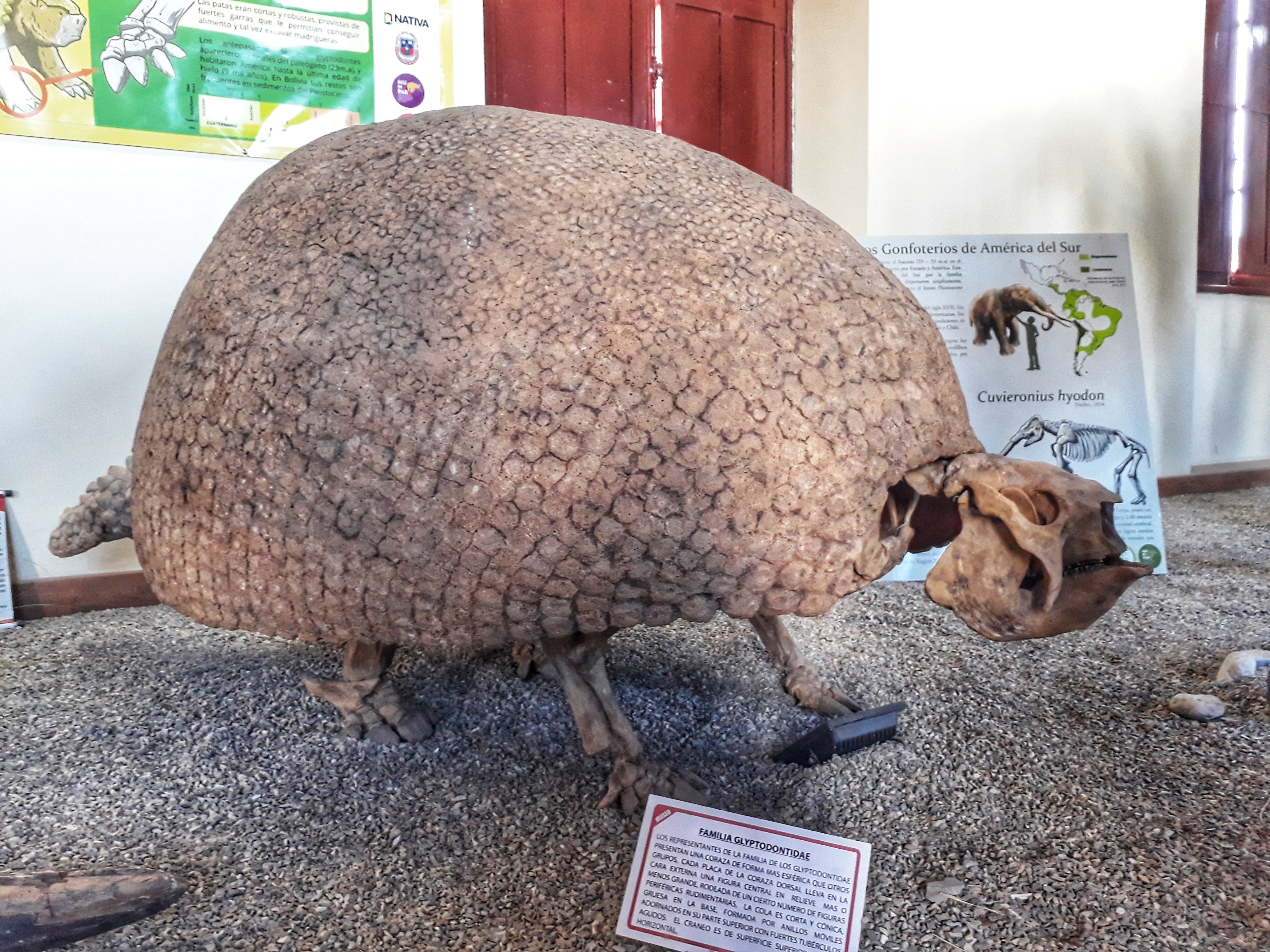
Réplica de Gliptodonte

En 1949 el paleontólogo francés Robert Hoffsteter llegó a Bolivia y, junto a Leonardo Branisa, realizó múltiples investigaciones: identificación de yacimientos paleontológicos, verificación de datos de la expedición de Edwar Riggs en 1925 y revisión de colecciones en museos de La Paz y Tarija, así como de colecciones privadas pertenecientes al Colegio Antoniano de Tarija y del Padre Barreta en Padcaya. Fruto de este trabajo, en 1963 publicó "La fauna pleistocena de Tarija", en el que identificó 49 géneros de mamíferos.
Finalmente, entre 1950 y 1960, el padre jesuita Antonio José María Sempere conformó una colección de fósiles —provenientes en su mayoría de la colección de los hermanos Echazú—  en el Museo del Colegio San Calixto de la Paz. Esta colección fue transferida en 1980 al Museo de Historia Natural de La Paz.
Gracias a décadas de trabajo científico, actualmente se ha logrado clasificar un total de 55 especies, 49 géneros y 29 familias de fósiles.

## Historia

### Inicio del proyecto y gestiones

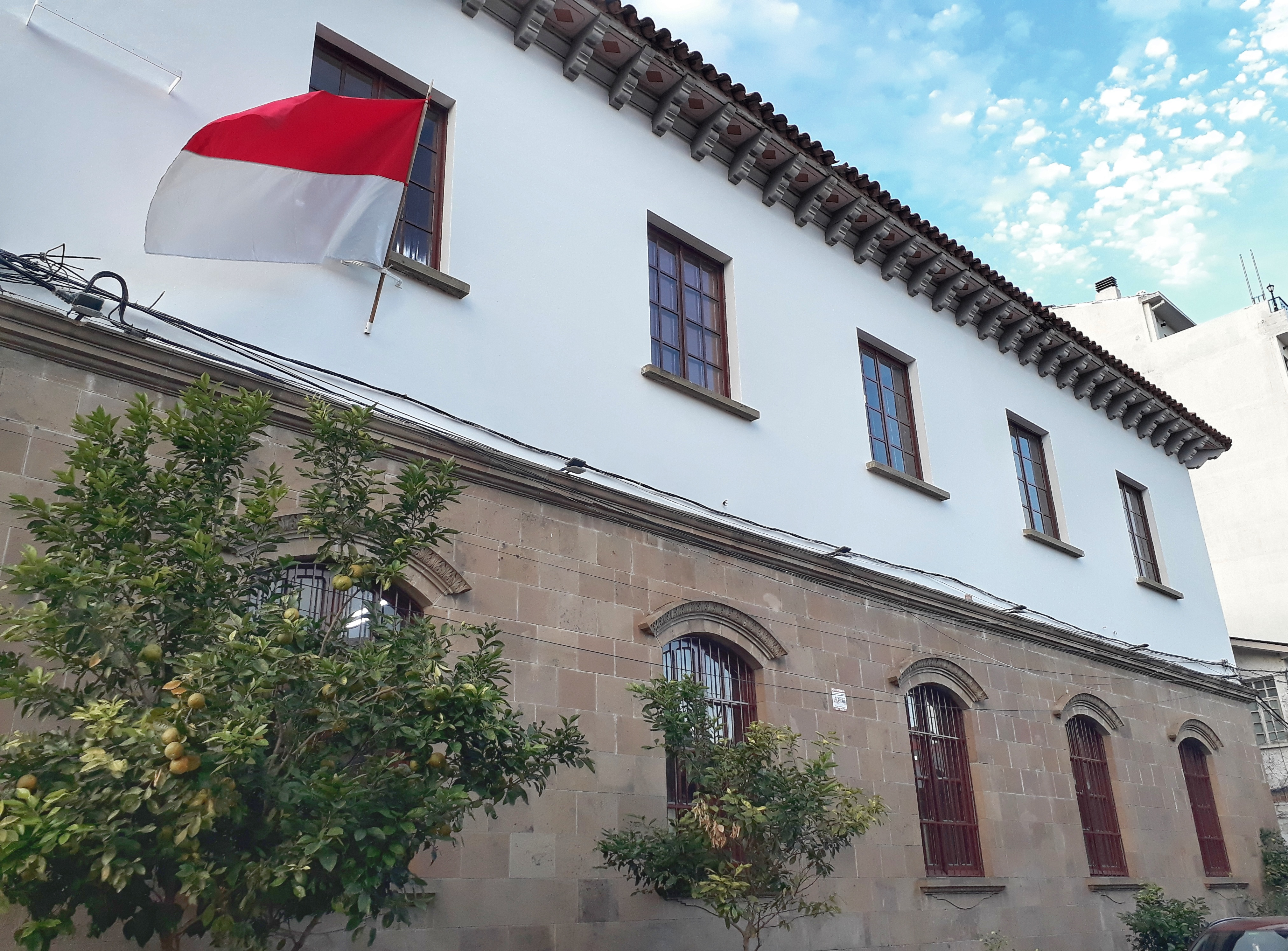
Vista lateral del museo

En 1939, el director del Instituto Tiahuanacota de Antropología, Etnografía y Prehistoria de La Paz, el investigador Prof. Arthur Posnansky, presentó al alcalde Isaac S. Attié una solicitud en la que destacaba la importancia de contar con un museo que permitiera organizar y resguardar la valiosa riqueza paleontológica de la región. Posnansky calificó a Tarija como una posible 'cuna paleontológica de las Américas', dado que museos importantes del mundo albergaban colecciones extraídas de las provincias de Cercado, Méndez, Arce y Avilés, motivo de orgullo para diversas instituciones científicas. Como parte de este esfuerzo, en abril de 1940, envió a la biblioteca del museo, la obra "Mamíferos fósiles de Tarija", del destacado paleontólogo Marcelín Boule.
Considerando todas las razones que justificaban la creación de un museo paleontológico, en 1941 el alcalde Isaac S. Attié destinó un terreno contiguo a la Biblioteca Municipal 'Tomás O'Connor d'Arlach' para tal propósito. Si bien ya se contaba con dicho espacio, , no se disponía de los recursos económicos necesarios para una obra de tal magnitud. Por ello, se decidió solicitar apoyo al gobierno central, el cual, en 1942, ofreció los fondos necesarios para iniciar la creación del Museo Municipal.
Este financiamiento llegó acompañado de una partida adicional destinada al sistema de alcantarillado de la ciudad de Tarija, considerado en ese momento como una prioridad. En virtud del interés genuino por obtener respaldo estatal, las autoridades locales aprovecharon cada oportunidad para gestionar recursos económicos no solo para el museo, sino también para otras obras fundamentales para el desarrollo de la ciudad.
El mismo año se elaboró el proyecto con la participación del equipo de profesionales de obras públicas del municipio, cuyos integrantes fueron el arquitecto José Strocco, el ingeniero Arturo Von Den Berghe y el ingeniero Juan Guardia.

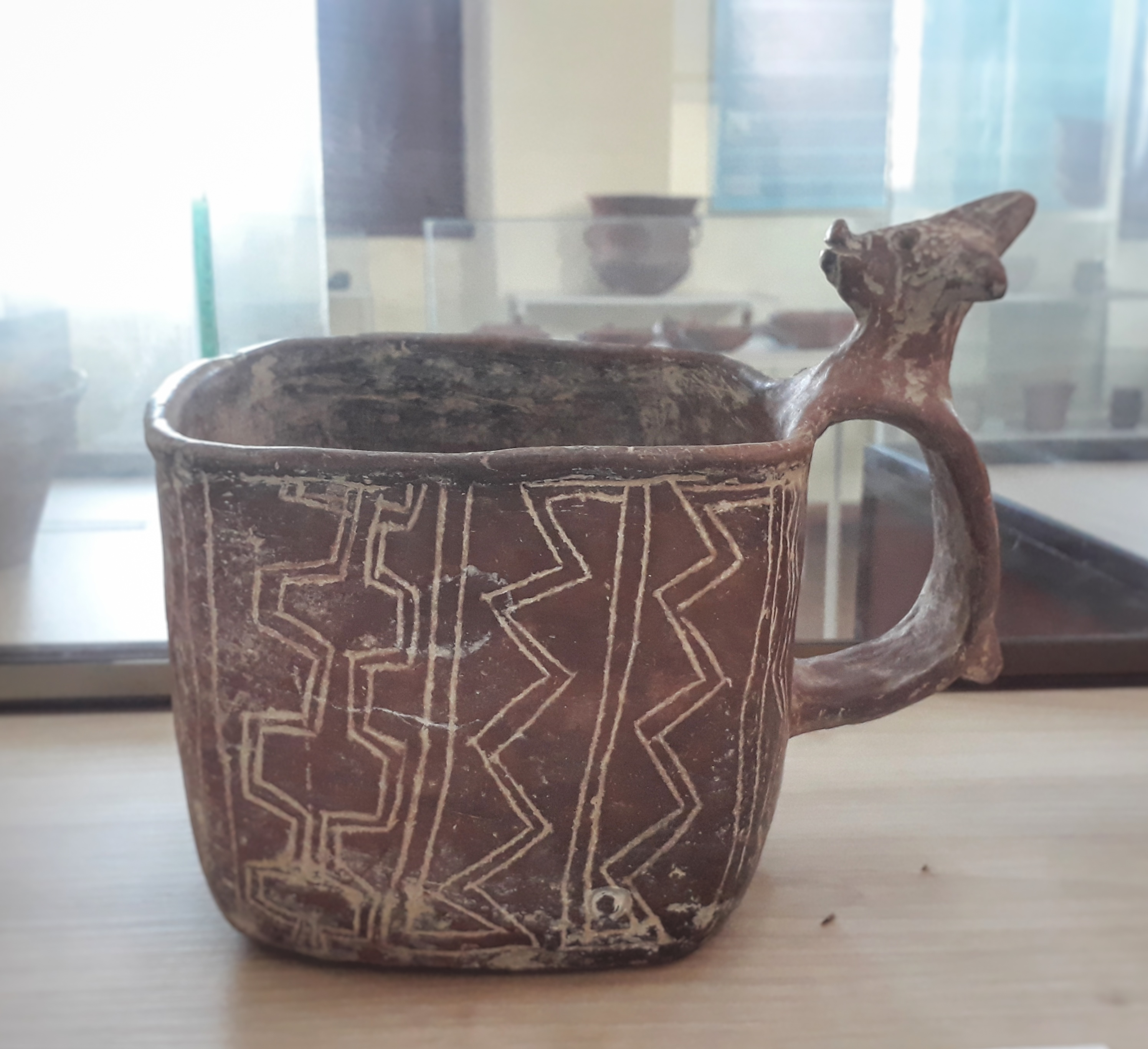
Vasija de cerámica

En 1947, el periódico "Vanguardia" informó que la construcción del museo se encontraba en su fase final, faltando únicamente la colocación de puertas y ventanas, así como los trabajos de pintura y decoración, lo que hacía posible su pronta inauguración.
En 1949, la alcaldía convocó a propuestas para ejecutar las obras pendientes de carpintería y para la instalación de machimbre en el segundo piso, con el fin de dar por concluida la edificación. Ese mismo año, el alcalde municipal Cisnar Cabezas, mediante una circular dirigida a las alcaldías provinciales, solicitó su colaboración en la adquisición de piezas que pudieran ser exhibidas en el museo y conservadas como parte del acervo nacional. Hacia finales de 1949, se anunció la organización completa de la planta alta del museo, junto con la instalación de colecciones paleontológicas, cerámicas de las culturas Tomatas y Chiriguanos, armas y objetos coloniales, así como cuadros al óleo, minerales y fósiles de invertebrados.
Entre 1950 y 1956, la entrega de la obra se paralizó, lo que retrasó significativamente su puesta en funcionamiento. Durante ese periodo, el edificio fue ocupado por diversas instituciones ajenas al ámbito cultural, entre ellas el Tesoro Municipal, la Sección de Obras Públicas Municipales, el Comando Departamental del MNR y la Corte Electoral.

### Inauguración y desarrollo del museo

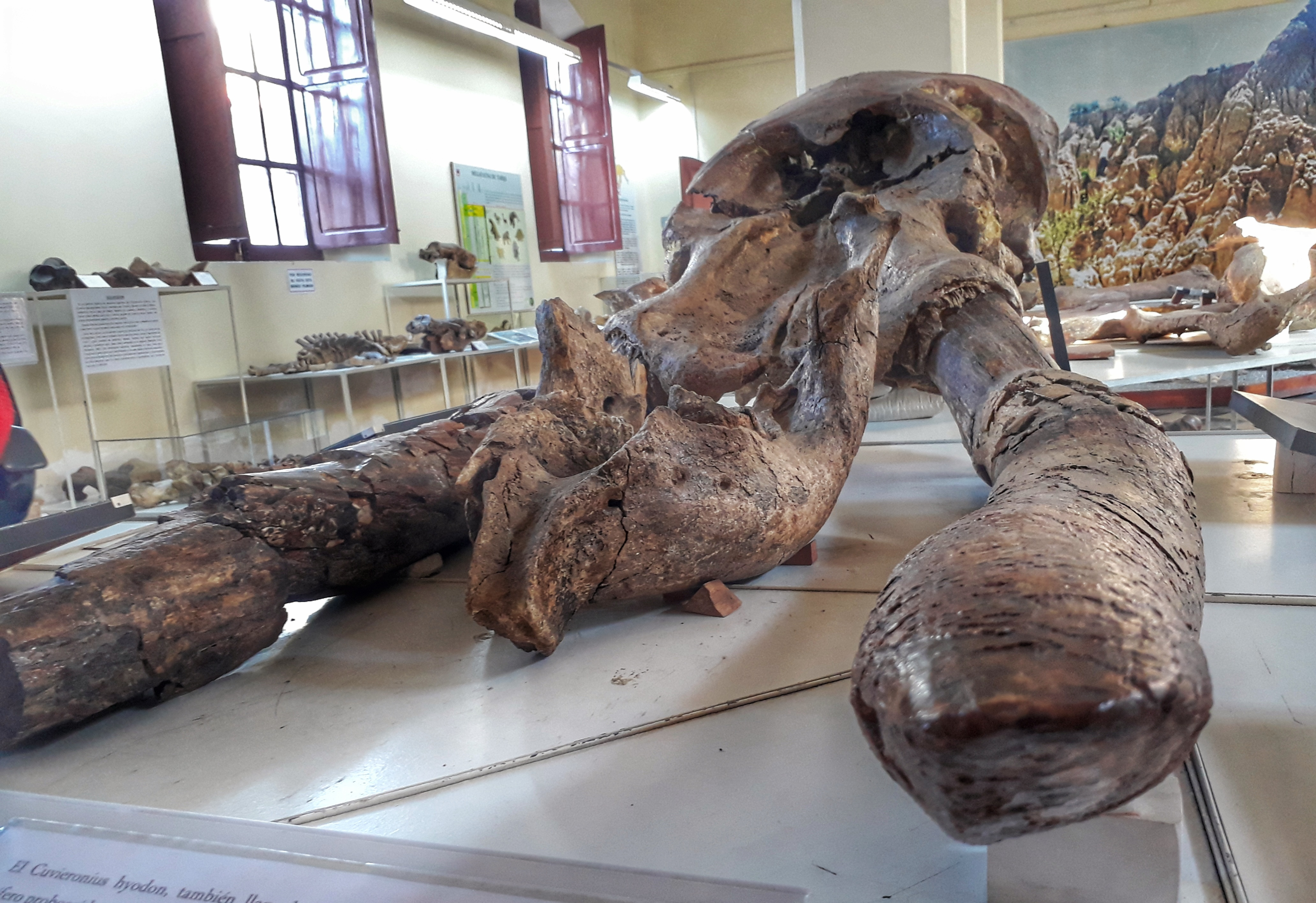
Sala de paleontología

Finalmente, el 15 de abril de 1959, se inauguró oficialmente el Museo Municipal de Tarija. Poco después, el 30 de noviembre del mismo año, durante la gestión del alcalde Adel Cortez, el señor Hugo Galarza Paz asumió la organización del museo. En 1960, se realizaron varias expediciones de campo con el propósito de recolectar fósiles y fortalecer la sección de paleontología de mamíferos.
Entre 1959 y 1960, con el respaldo del entonces alcalde Humberto Donoso, se concretó la entrega de todas las dependencias del museo, completamente equipadas con el mobiliario necesario para su funcionamiento y atención al público. No obstante, entre 1961 y 1964, las actividades del museo se vieron interrumpidas nuevamente, esta vez debido a la falta de recursos y al escaso interés demostrado por las autoridades de turno. En gestiones posteriores, el edificio del museo fue sometido a diversas refacciones, que incluyeron la construcción de un nuevo ambiente destinado a la exhibición de muestras minerales y fósiles de invertebrados, así como la mejora del mobiliario e iluminación.
Más adelante, en 1964, mediante la Ordenanza N.º 25/64, el museo pasó a depender de la Universidad Autónoma Misael Saracho, con el fin de darle un enfoque más orientado a la investigación. Posteriormente, mediante la Ley de la República N.º 1553, promulgada el 21 de abril de 1994, fue elevado al rango de Museo Nacional Paleontológico Arqueológico.

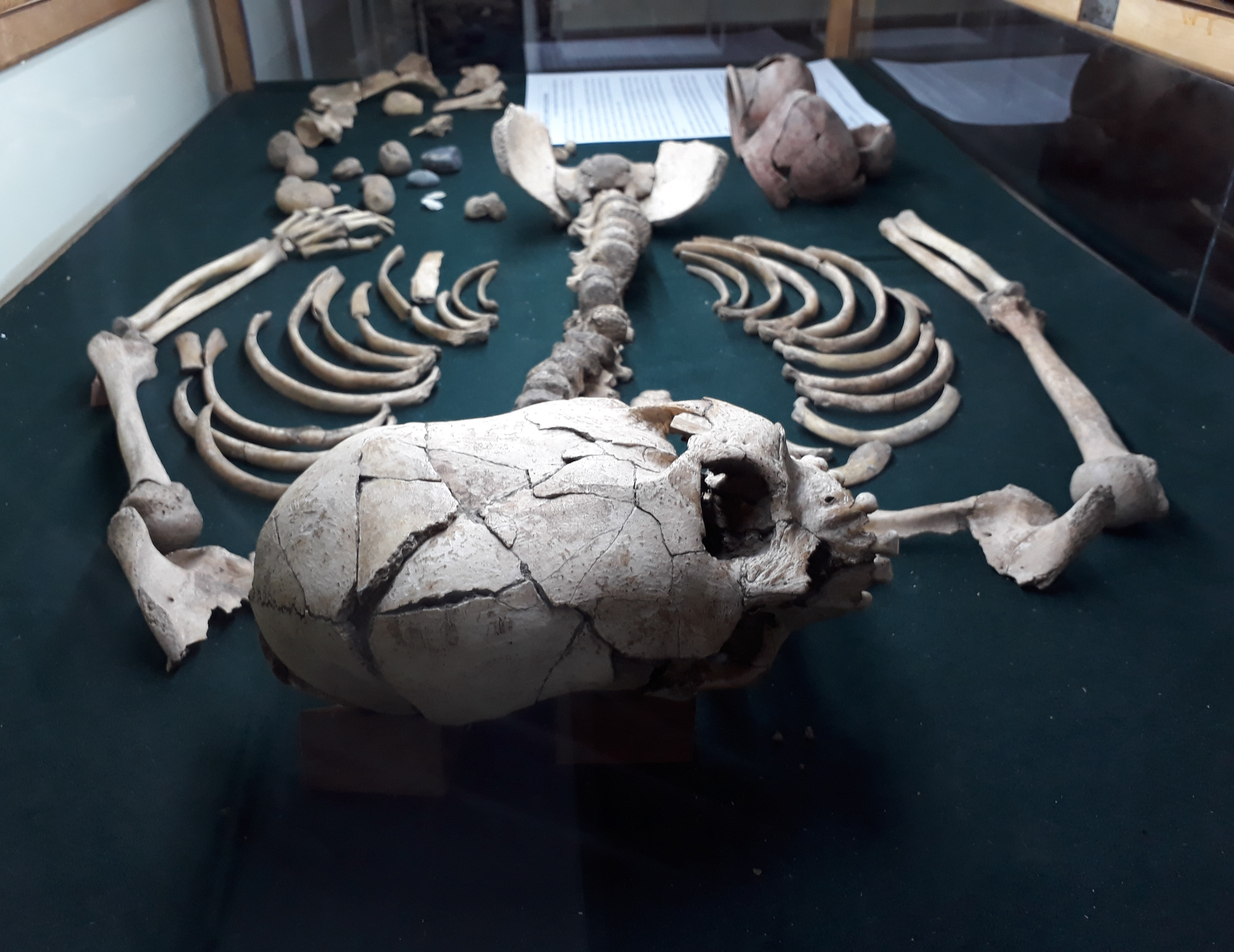
Sala de arqueología

A lo largo de su historia, el museo ha recibido la visita de numerosos expertos internacionales, lo que ha fortalecido su perfil científico y académico. Uno de los hitos más relevantes fue la firma de un convenio de cooperación entre la Universidad Autónoma Juan Misael Saracho y el (I.I.B.E.) de Tokio, Japón, para el desarrollo de investigaciones paleontológicas en Tarija. Los resultados de este convenio se plasmaron en la publicación de tres boletines científicos. Durante este mismo periodo, también se logró la recuperación de la valiosa colección "Luis Echazú", que hasta entonces se encontraba en custodia de la Universidad Mayor de San Andrés de La Paz.
En 1978, un equipo de paleontólogos japoneses, liderado por el Dr. Masanaru Takai, realizó excavaciones de fósiles de mastodonte, cuyas piezas se exhiben actualmente en el museo. Más adelante, en 1990, el geólogo Federico Anaya, del Museo de Historia Natural de La Paz, colaboró con los investigadores Bruce McFadden y Bruce Sockey en estudios sobre la paleontología de Tarija, que dieron lugar a varias publicaciones especializadas.

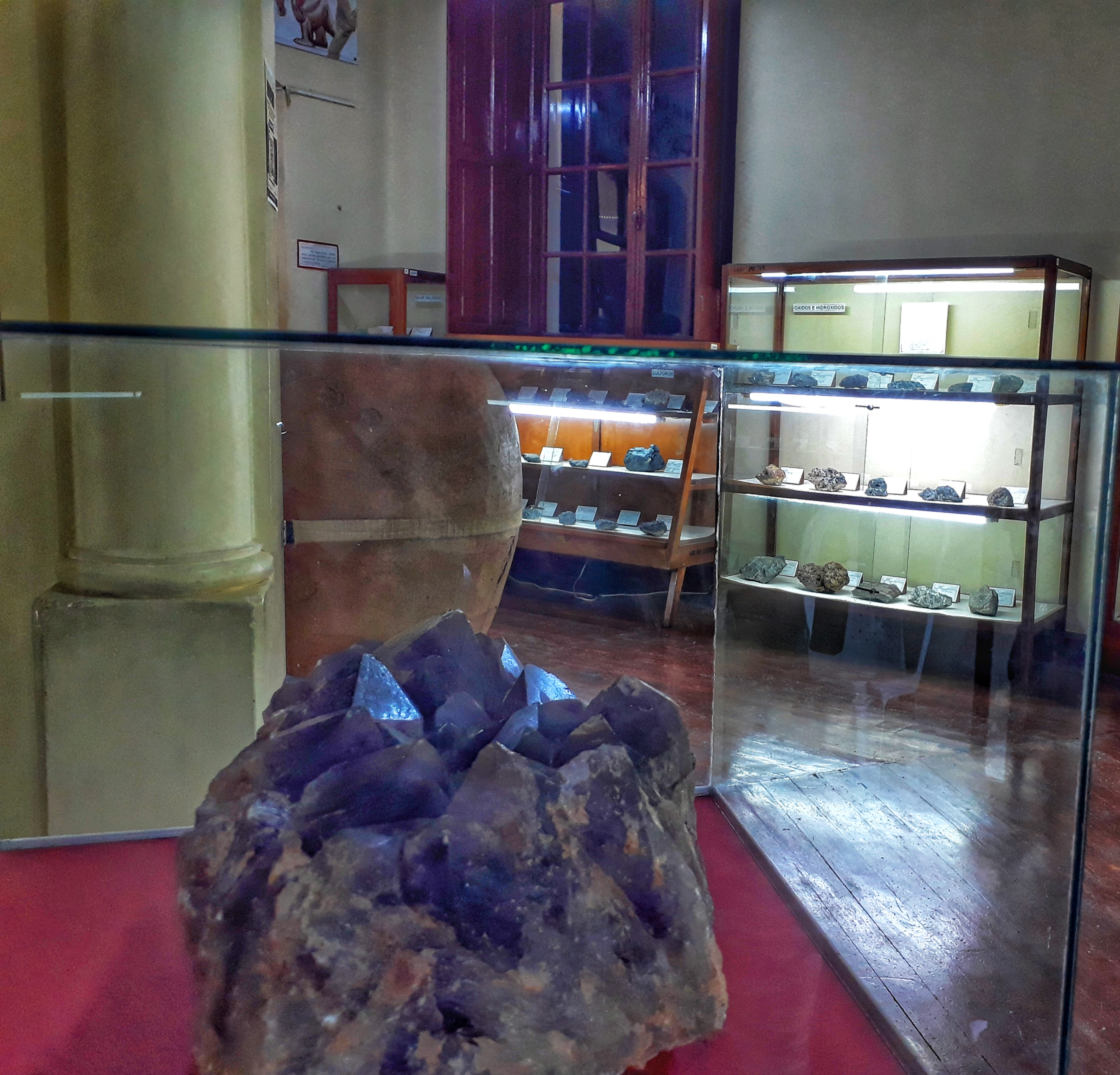
Sala de rocas y minerales

Ese mismo año, el ingeniero Freddy Paredes Ríos asumió la dirección del museo e inició una etapa de producción científica sostenida, publicando estudios en colaboración con reconocidos paleontólogos como Jacopo Della Fazia, Eduardo Tonni, Alfredo Zurita, Mauro Coltori, entre otros.
La dirección del museo ha estado a cargo de diversas personalidades destacadas: el Sr. Hugo Galarza Paz (1965-1969),  el Ing. Bethuel Arózqueta P. (1970-1980) y (1981-1989),  el Sr. Henry Saavedra C. (1980-1981), la Sra. Cristina Arellano de Frank (1989-1990), el Ing. Freddy Paredes Ríos (1990-2020) y desde 2021, el Ing. Roberto Mobarec Clavijo.
Hoy el Museo Nacional Paleontológico Arqueológico de Tarija constituye un importante patrimonio científico y cultural. Su colección de fósiles, restos arqueológicos y rocas y minerales representan la riqueza geológica y cultural de la región y ofrece a los visitantes e investigadores una visión de la evolución de diversas formas de vida, así como de las culturas que habitaron el territorio a lo largo del tiempo.

## Galería

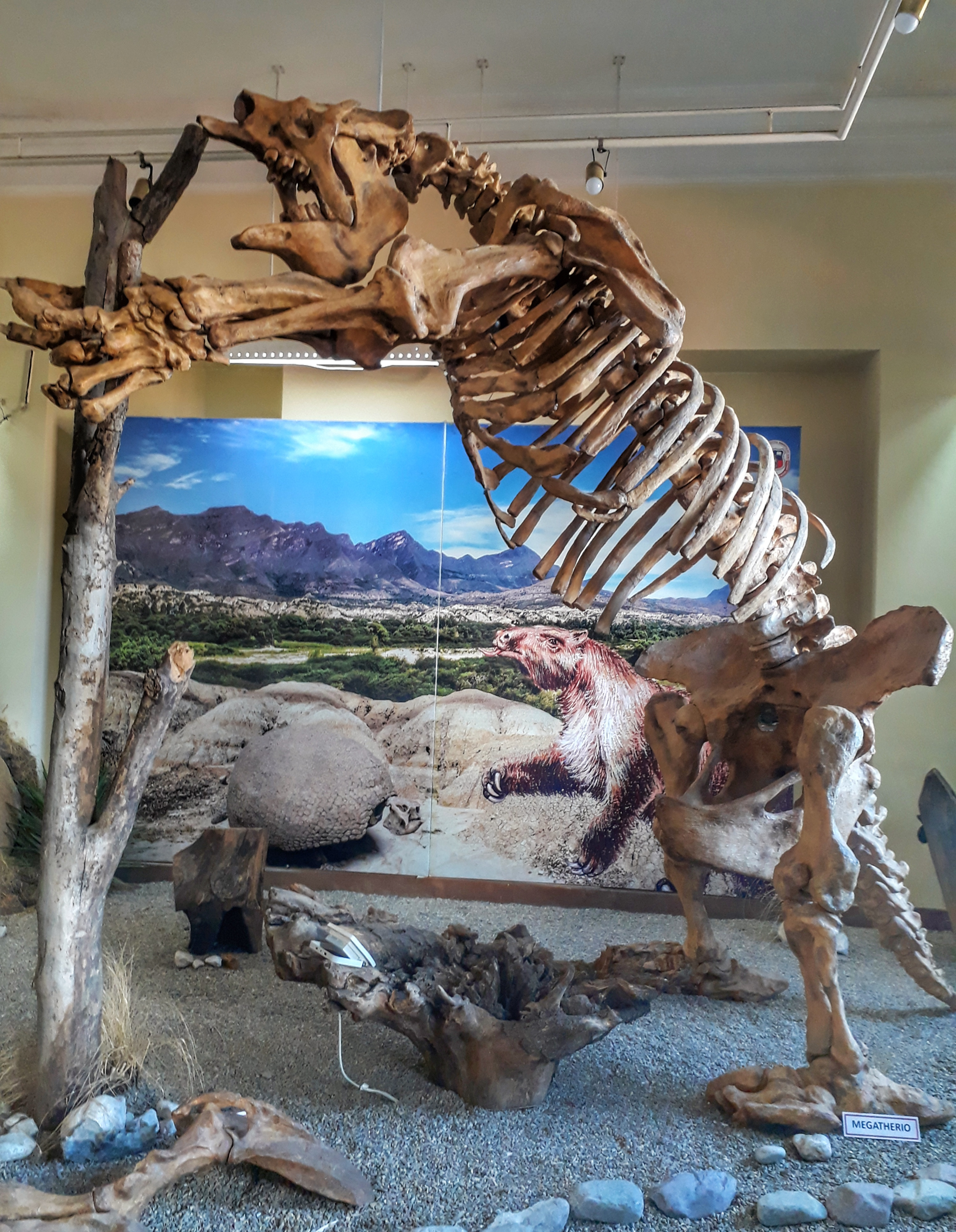
Réplica de Megatherium
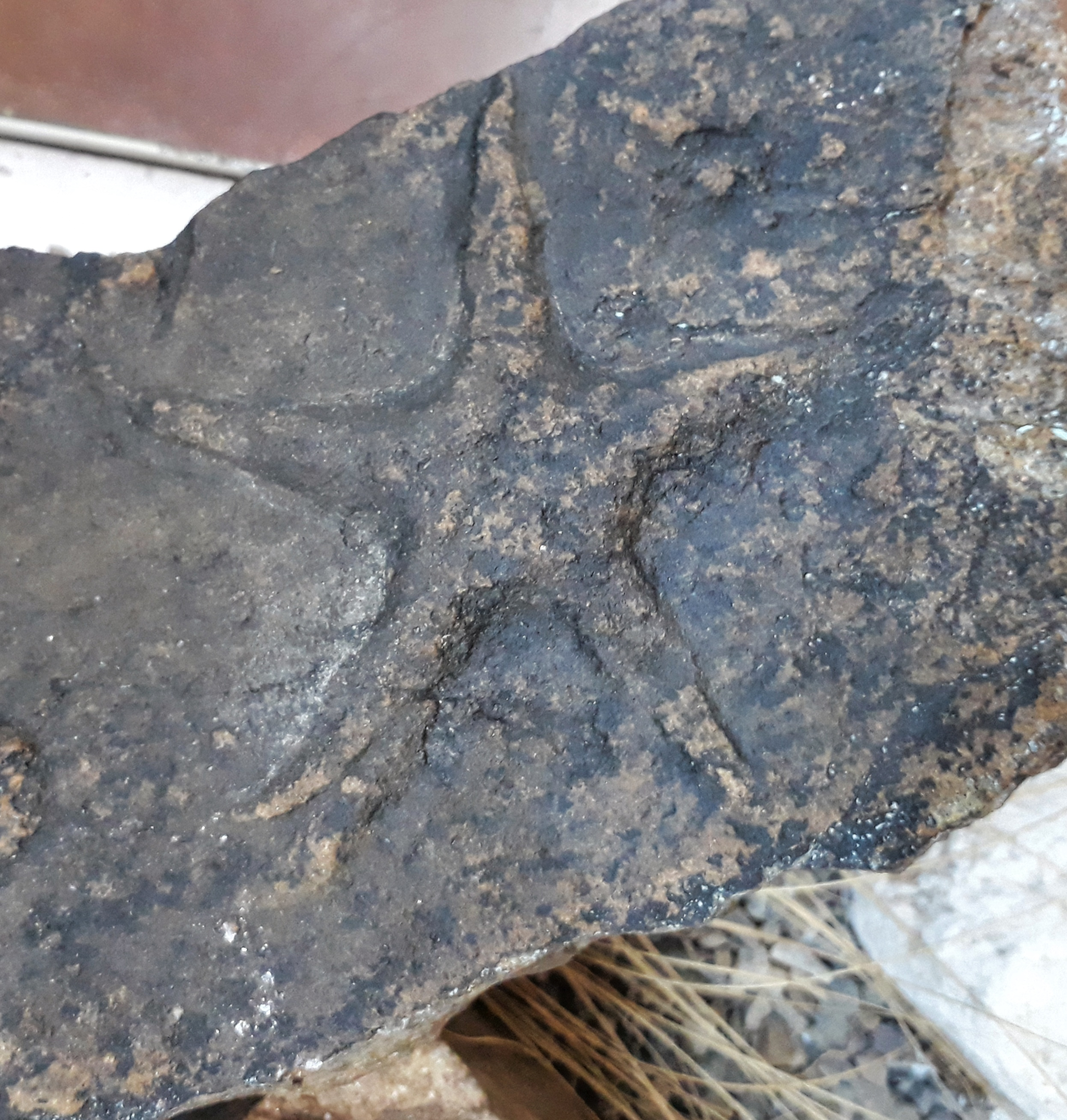
Fósil invertebrado
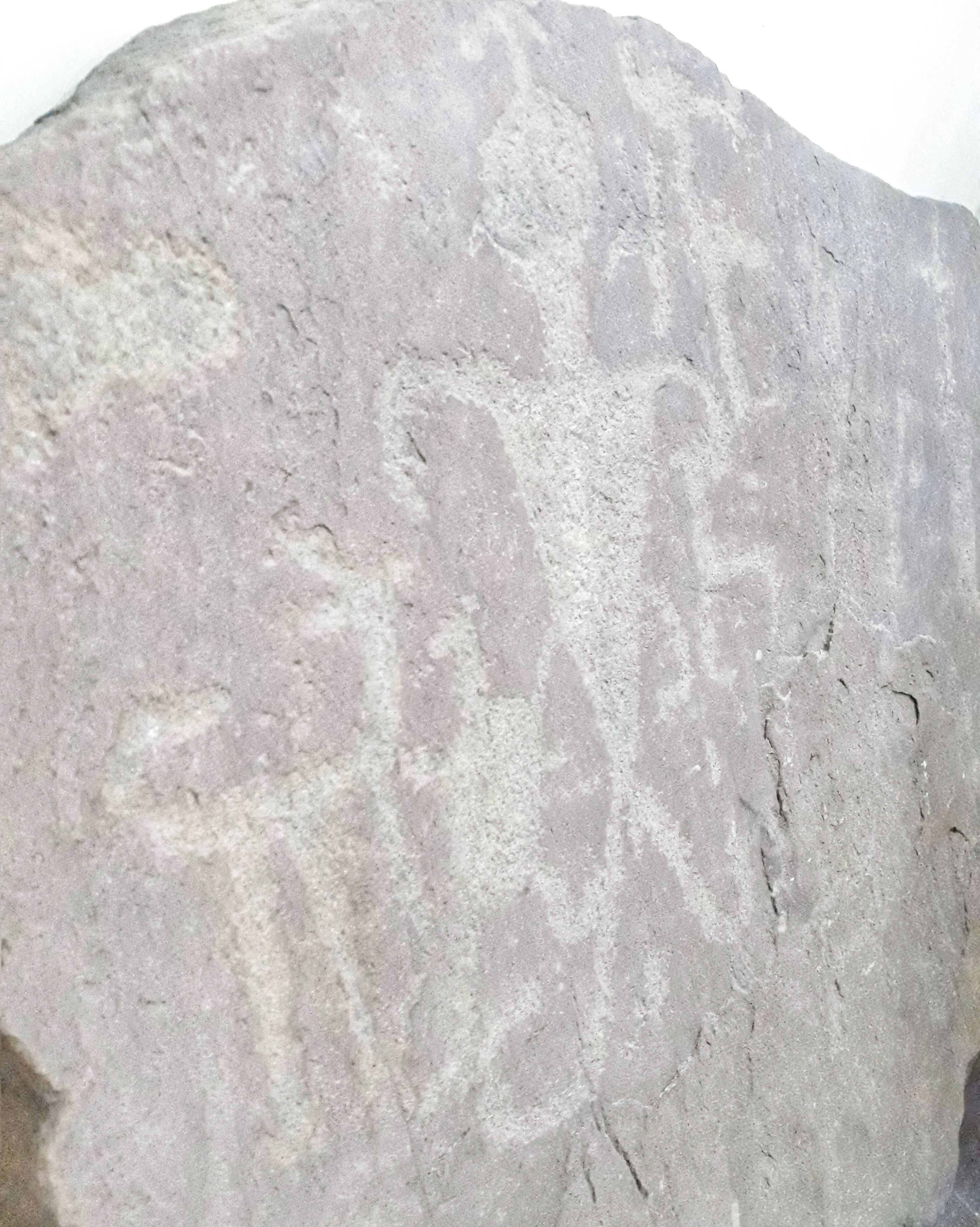
Arte rupestre
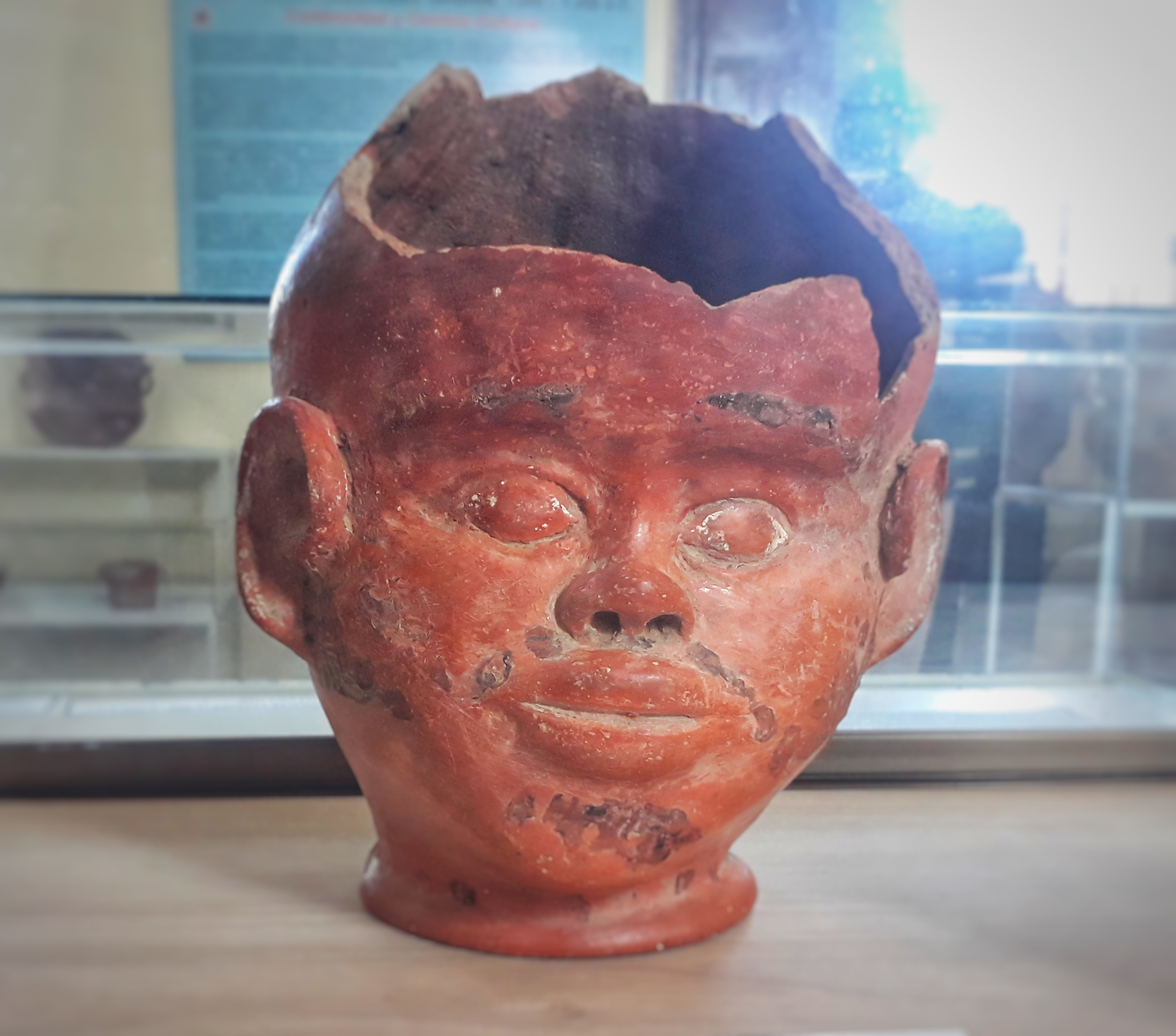
Vasija de cerámica antropomorfa
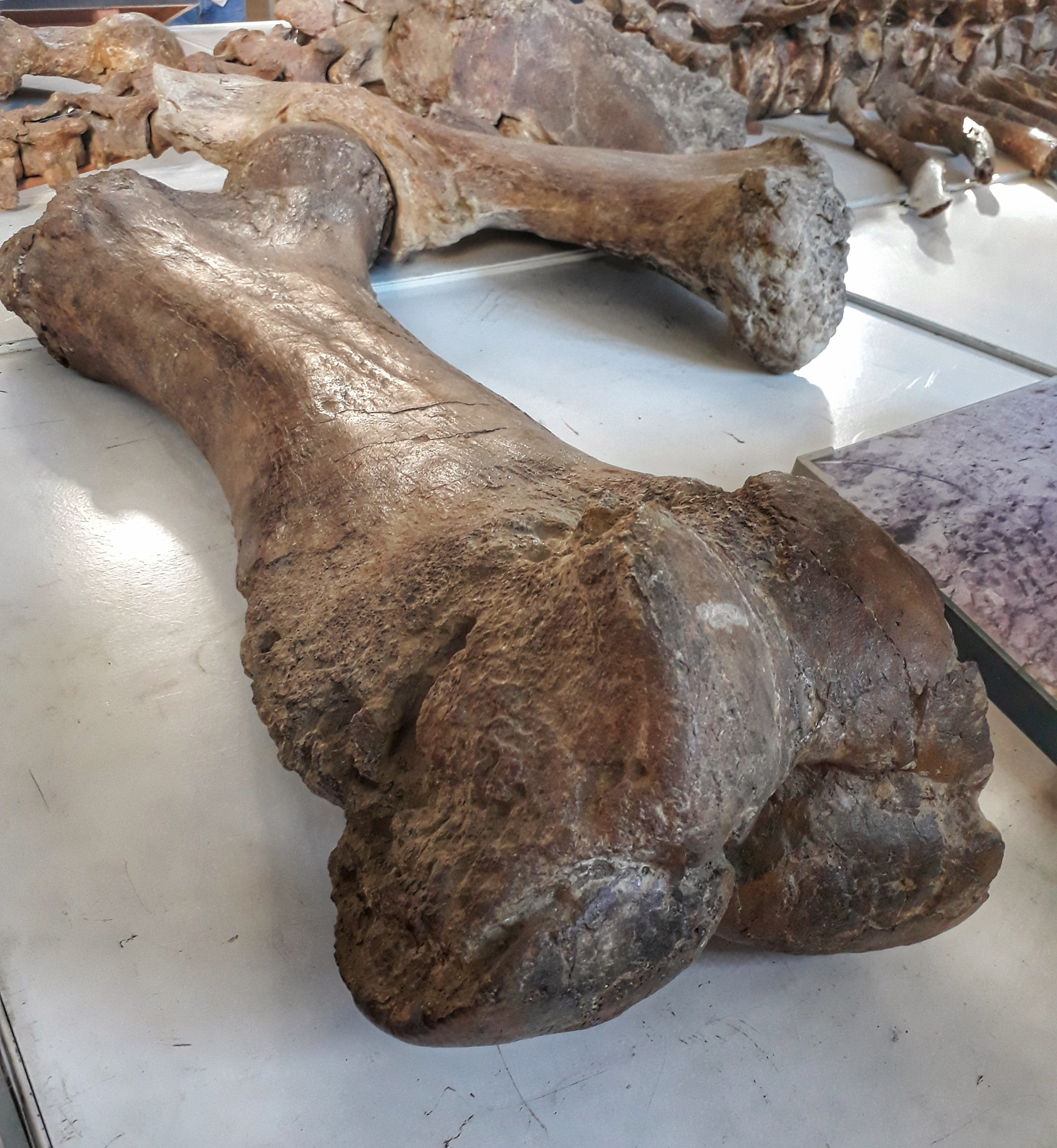
Pieza de mastodonte